# Nádas Péter
Nádas Péter (Budapest, 1942. október 14. –) Kossuth-díjas magyar író, drámaíró, esszéista. Fotóriporterként, újságíróként is dolgozott. A Digitális Irodalmi Akadémia alapító tagja, 2000 óta a Széchenyi Irodalmi és Művészeti Akadémia, 2006 óta a Berlini Művészeti Akadémia tagja.
A modern magyar irodalom meghatározó, világirodalmi rangú alkotója. A különösképp a német nyelvterületen kedvelt Nádas neve többször felmerült már az irodalmi Nobel-díj esélyesei között. A posztmodern prózafordulat, Esterházy Péterrel, Hajnóczy Péterrel és Lengyel Péterrel együtt a "Péterek nemzedékének" egyik nagy újítója, akinek olyan monumentális regényeket köszönhetünk, mint az Emlékiratok könyve, a Párhuzamos történetek, a Világló részletek, illetőleg a Rémtörténetek.
A kritika a Párhuzamos történetek című regényét mérföldkőnek tartja a magyar irodalom történetében, tekintettel arra, hogy a testiség, a szexualitás és a hatalom kérdéseiről ennyire szókimondóan, tabudöntögetően magyar író még sosem írt.

## Életrajz

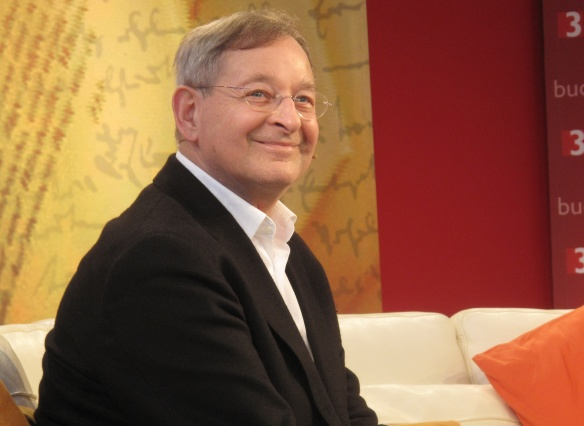
A Lipcsei Könyvkiállításon, 2012-ben

Zsidó munkáscsaládban született, Tauber Klára nőmozgalmi munkás és Nádas László telefonműszerész gyermekeként. Öccse Nádas Pál gyógypedagógus, a Magyar Paralimpiai Bizottság egyik alapítója. Szülei 1945-től magas rangú kommunista pártvezetők és vállalatvezetők lettek. Előbb édesanyja hunyt el rákban, utána három évvel édesapja a gyászban megroppanva öngyilkos lett. Nagynénje, Aranyossi Magda gyámsága alá került.
1956–1958 között a Petrik Lajos Vegyipari Technikum tanulója, majd szakmát tanult: 1958–1961 között fényképész szakmunkástanuló volt. 1961-től végezte el a MÚOSZ kétéves újságíró-iskoláját. 1965–1967 között a Marxizmus–Leninizmus Esti Egyetem filozófia szakára járt, de államvizsgát nem tett.
Közben 1961–1963 között a Nők Lapja című lap fotóriportere, 1965–1969 között a Pest Megyei Hírlap munkatársa volt. 1969-től szabadfoglalkozású író. 1974-ben a Humboldt Egyetemen volt ösztöndíjas, itt a századforduló történetével foglalkozó előadásokat hallgatott elsősorban. 1974–1979 között a Gyermekünk című pedagógiai folyóirat olvasószerkesztője volt. 1980–81-ben a győri Kisfaludy Színház lektora volt. 1989–90-ben a Magyar Napló állandó munkatársa volt. 1993-ban infarktus következtében több koszorúérműtéten esett át.
2006. június 13-án a Berlini Művészeti Akadémia tagjai közé választotta. Azon év óta a Balassa Péter-díj kuratóriumának is tagja. 2007-ben a XIII. kerület díszpolgára.
2015-ben, a magyar dráma napján Szép Ernő-díjjal ismerték el életművét.

## Magánélete
1990. február 23-án összeházasodott Salamon Magdával. Jelenleg a Zala megyei Gombosszegen él.

## Önvallomása
„Az én életemhez az irodalom csak és kizárólag hozzátett. A cselekvési képességemből és a tevékenységi lázamból majdnem mindent elvett, tehát azt tönkretette. De hogy ezt nekem miért kell csinálni, és miért vagyok erre ítélve? Tulajdonképpen egy hosszú börtönbüntetésre vagyok ítélve. Fogalmam sincs, hogy ki ítélt el, vagy miért ítélt el. Gyerekkorom óta el vagyok ítélve erre, de ezt nem bánom. Nincs olyan sejtem, ami ezt bánná.”

## Főbb munkái
- A Biblia / A pince; Szépirodalmi, Budapest, 1967
- Kulcskereső játék; Szépirodalmi, Budapest, 1969
- Takarítás, 1977
- Egy családregény vége. Regény; Szépirodalmi, Budapest, 1977
- Leírás; Szépirodalmi, Budapest, 1979
- Találkozás, 1979
- Temetés, 1980
- Színtér / Takarítás / Találkozás / Temetés; Magvető, Budapest, 1982
- Nézőtér (tanulmányok, esszék); Magvető, Budapest, 1983 (JAK füzetek)
- Emlékiratok könyve; Szépirodalmi, Budapest, 1986
- Játéktér (esszék); Szépirodalmi, Budapest, 1988
- A Biblia és más régi történetek; Szépirodalmi, Budapest, 1988
- Évkönyv. Ezerkilencszáznyolcvanhét, ezerkilencszáznyolcvannyolc; a szerző felvételeivel; Szépirodalmi, Budapest, 1989
- Az égi és a földi szerelemről (esszé); Szépirodalmi, Budapest, 1991
- Talált cetli és más elegyes írások; Jelenkor, Pécs, 1992
- Nádas Péter–Richard Swartz: Párbeszéd. Négy nap ezerkilencszáznyolcvankilencben; Jelenkor, Pécs, 1992
- Emlékiratok könyve, 1-3.; 2. javított kiadás; Jelenkor, Pécs, 1994
- Esszék; Jelenkor, Pécs, 1995
- Vonulás. Két filmnovella / Vonulás / A fotográfia szép története; Jelenkor, Pécs, 1995
- Drámák / Protokoll / Takarítás / Találkozás / Temetés / Egy próbanapló utolsó lapjai / Ünnepi színjátékok; Jelenkor, Pécs, 1996
- Minotaurus. Válogatott elbeszélések; Jelenkor, Pécs, 1997
- Nádas Péter–Richard Swartz: Párbeszéd. Négy nap ezerkilencszáznyolcvankilencben; 2. javított kiadás; Jelenkor, Pécs, 1997
- Emlékiratok könyve, 1-2.; 3. javított kiadás; Jelenkor, Pécs, 1998
- Valamennyi fény; Magvető, Budapest, 1999 (fotóalbum)
- Kritikák; Jelenkor, Pécs, 1999
- Talált cetli és más elegyes írások; 2. bővített kiadás; Jelenkor, Pécs, 2000
- Vonulás. Két filmnovella; 2. javított kiadás; Jelenkor, Pécs, 2001
- Esszék; 2. bővített, javított kiadás; Jelenkor, Pécs, 2001
- Drámák; 2. javított kiadás; Jelenkor, Pécs, 2001
- Esterházy Péter–Kertész Imre–Nádas Péter: Kalauz; Bojtár Endre kísérő írásaival; Magvető, Budapest, 2003
- Saját halál; Jelenkor, Pécs, 2004
- Párhuzamos történetek, 1-3.; Jelenkor, Pécs, 2005
  - A néma tartomány
  - Az éjszaka legmélyén
  - A szabadság lélegzete
- Hátországi napló. Újabb esszék; Jelenkor, Pécs, 2006
- Szirénének. Szatírjáték; Jelenkor, Pécs, 2010 (Nádas Péter művei)
- Fantasztikus utazáson. Esszék; Jelenkor, Pécs, 2011 (Nádas Péter művei)
- Párhuzamos történetek; 3. javított kiadás; Jelenkor, Pécs, 2012
- Az élet sója; rajz Forgách András; Jelenkor, Budapest, 2016
- Párhuzamos történetek; 4. javított kiadás, 2016
- Világló részletek. Emléklapok egy elbeszélő életéből, 1-2.; Jelenkor, Budapest, 2017
- Minotaurus. Válogatott elbeszélések; 3. bőv. kiad.; Jelenkor, Budapest, 2018
- A szabadság tréningjei; Jelenkor, Budapest, 2019
- Leni sír. Válogatott esszék I. kötet; Jelenkor, Budapest, 2019
- Arbor mundi. Válogatott esszék II. kötet; Jelenkor, Budapest, 2020
- Rokon lelkek. Válogatott esszék III. kötet; Jelenkor, Budapest, 2021
- Rémtörténetek; Jelenkor, Budapest, 2022
- Berlini szürke; Jelenkor–Libri, Budapest, 2022 [könyvesbolti forgalomba nem kerülő születésnapi ajándékkiadvány, válogatáskötet][17]
- Szépírás mint hivatás; Jelenkor, Budapest 2023
- Helyszínelés; Jelenkor, Budapest 2024.
- Szünet nélkül; Jelenkor, Budapest 2025.

## Interjú, egyéb
- 2006 Mihancsik Zsófia: Nincs mennyezet, nincs födém. Beszélgetés Nádas Péterrel
- 2011 A művészeten kívül az egész. Nádas Péterrel beszélget Selyem Zsuzsa. Helikon irodalmi folyóirat, 2011. 10. (576.) szám.[18]
- Szilvitzky Margit: Tájfutás ceruzával. Nádas Péter soraira; Vince, Budapest, 2011 (Október – november című elbeszéléssel)
- "...mit tesz a fény...". Nádas Péter fotográfiái, 1959–2003 (kiállítási katalógus, kurátor Bazsányi Sándor); Petőfi Irodalmi Múzeum, Budapest, 2012
- Portréműsor

## Díjai
- Füst Milán-díj (1978)
- Mikes Kelemen-díj (1980)
- József Attila-díj (1985)
- A színikritikusok díja (1985)
- Örley-díj (1986)
- Az Év Könyve jutalom (1986)
- Déry Tibor-díj (1988)
- Magyar Művészetért díj (1989)
- Erzsébet-díj (1989)
- Krúdy Gyula-díj (1990)
- Alföld-díj (1990)

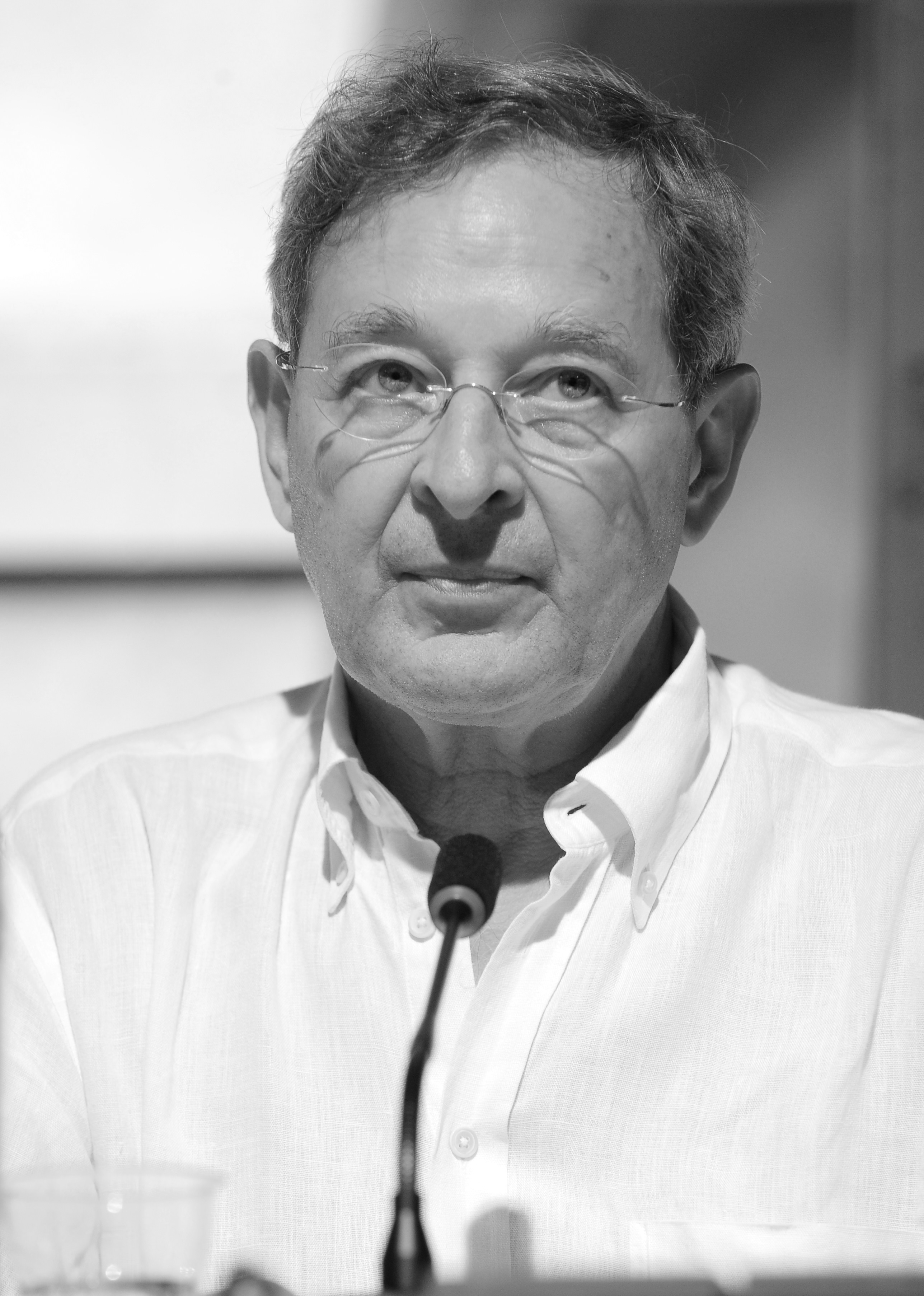
A mantovai Irodalmi Fesztiválon (2012)

- Osztrák állami díj az európai irodalomért (1991)
- Kossuth-díj (1992)
- Lipcsei Könyvdíj az Európai Megértésért (1995)
- Prix du Meilleur Livre Étranger (1998)
- Vilenica-díj (1998)
- Nagy Imre-emlékplakett (1999)
- A Soros Alapítvány alkotói díja (2001)
- Franz Kafka-díj (2003)
- Prima díj (2003)
- Pro Urbe Budapest díj (2005)
- Márai Sándor-díj (2006)
- Palládium díj (2006)
- Üveggolyó-díj (2006)
- Budapest XIII. kerület díszpolgára (2007)
- A Magyar Köztársasági Érdemrend középkeresztje (2007)
- Budapest díszpolgára (2010)
- Brücke Berlin díj (2012)
- Szép Ernő-díj (2015)
- Arany Medál díj (2017)[19]
- AEGON művészeti díj (2018)
- Hazám-díj (2023)[20]